# Championnats d'Afrique de gymnastique rythmique 2006
Les championnats d'Afrique de gymnastique rythmique 2006 se déroulent en novembre 2006 au Cap, au Afrique du Sud.
Les championnats comprennent des épreuves seniors et juniors. Ils sont organisés conjointement avec les Championnats d'Afrique de gymnastique artistique 2006 et les Championnats d'Afrique de trampoline 2006.

## Médaillés

### Juniors
L'Afrique du Sud est médaillée d'or en trampoline par équipe devant la Namibie composée de seulement deux gymnastes, Nicole Bierbach
et Mirja Stoldt.